# الإسلام في فرنسا
الإسلام في فرنسا هو دين أقلية. يُقدَّر أن المسلمين يمثلون حوالي 4 إلى 8 في المائة من سكان البلاد ويُقدر أن فرنسا بها أكبر عدد من المسلمين في العالم الغربي، ويرجع ذلك أساسًا إلى الهجرة من المغرب وغرب إفريقيا ودول الشرق الأوسط. بعد غزو الجزء الأكبر من شبه الجزيرة الأيبيرية، غزت القوات المسلمة الأموية جنوب فرنسا الحديثة، لكنها هزمت أمام الجيش الفرنجي بقيادة تشارلز مارتل في معركة بلاط الشهداء عام 732 م وبالتالي أدى إلى منع إسلام أوروبا الغربية.
وفقا لدراسة لمعهد الوطني للدراسات الديموغرافية المعهد الوطني للدراسات الديموغرافية فان الغالبية الساحقة من مسلمي فرنسا هم من دول المغرب العربي ونسبتهم 82% من مجمل مسلمي فرنسا. (43.2% من الجزائر، 27.5% من المغرب و11.4% من تونس) و9.3% من أفريقيا جنوب الصحراء و8.6% من تركيا و0.1% فرنسيون تحولوا إلى الإسلام (بين 100,000 و200,000 متحول للإسلام، و4,000 متحول جديد كل عام بحسب بعض المصادر). وجدت دراسة استقصائية أجراها معهد مونتين في عام 2016 أنَّ 84.9% من المواطنين الفرنسيين ممن لهم خلفيَّة إسلاميَّة ما يزالون يعتبرون أنفسهم مسلمين.
وفرنسا دولة لا دينية منذ عام 1905، فهي لا تعترف بالأديان ولا تعاديها، فدستورها ينص في مادته الثانية أنها «جمهورية علمانية، لكنها تحترم كل الأديان». فنظريا وقانونيا، يعامل الإسلام في فرنسا كما تعامل جميع الأديان بما في ذلك الكاثوليكية التي كانت فرنسا تعتبر ابنتها البكر قبل الثورة الفرنسية. هذا ما تنص عليه قوانين كثيرة أما في الواقع المعاش فيختلف الأمر قليلاً أو كثيراً حسب تعاقب السياسات وتقلب الأحداث المتعلقة بالإسلام محلياً أو عالمياً وحسب تسريبات ويكليكس توجد برقية سرية استمدت معلوماتها من تقارير سرية للمخابرات العامة الفرنسية تفيد بأن الإسلام آخذ في الانتشار بين مختلف فئات المجتمع الفرنسي بما فيها الجيش، لافتا إلى أن «3.5% من العسكريين فرنسيين بمن فيهم ضباط، اعتنقوا الإسلام» مؤخرا.

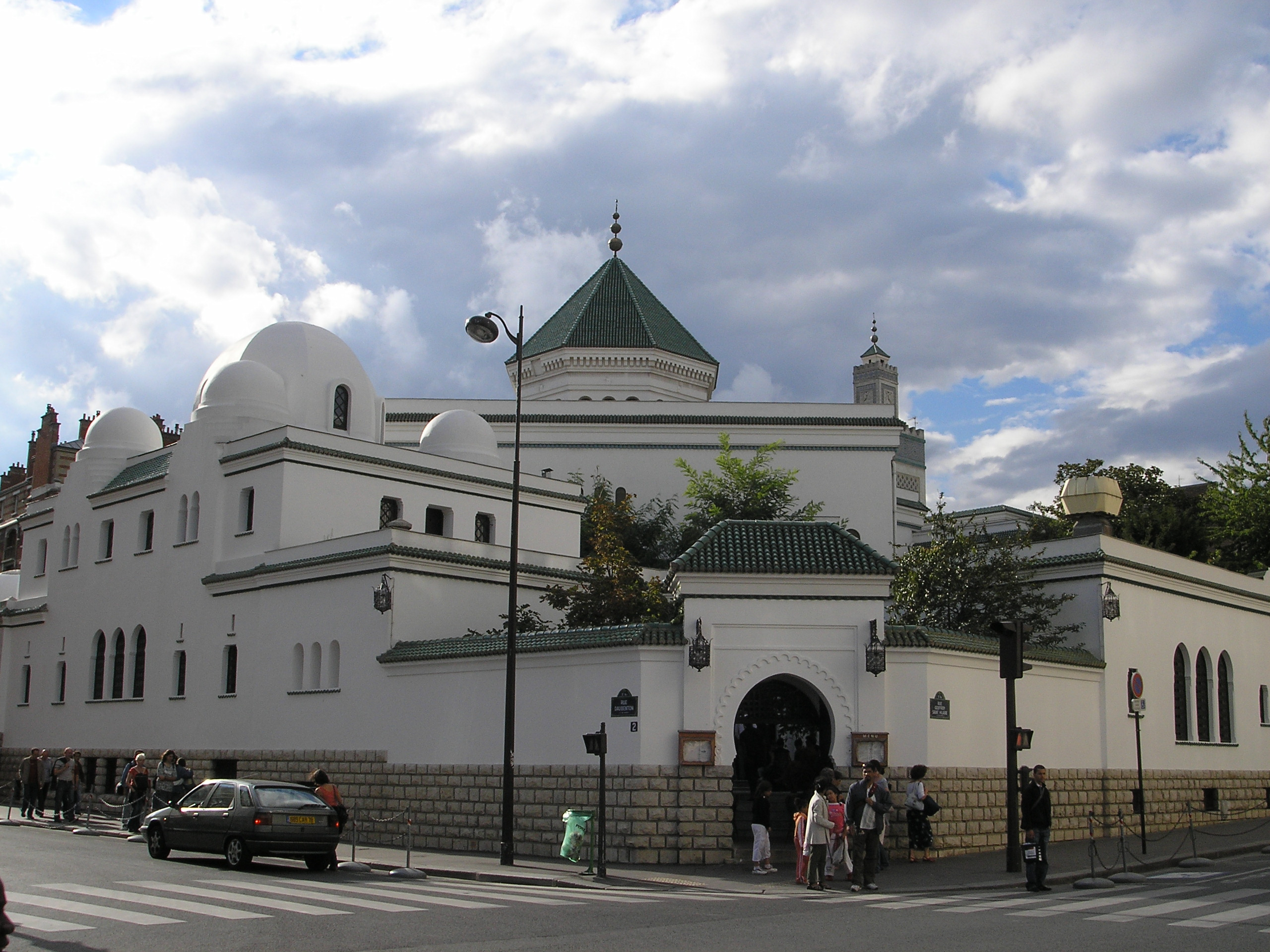
مسجد باريس الكبير

## وصول الإسلام إلى فرنسا
استوطن المسلمون فرنسا في مرحلتين اثنتين عبر التاريخ، إحداهما تتعلق بهجرة، ثم تهجير، مسلمي الأندلس الجارة. وتمتدّ هذه المرحلة من القرن الثامن إلى القرن الخامس عشر الميلادي. أما المرحلة الثانية فتبدأ من الحرب العالمية الأولى في مطلع القرن العشرين إلى يومنا هذا.

### المرحلة الأولى
بدأت الغزوات الإسلامية للأراضي الفرنسية في سنة 96 هـ، فأرسل طارق بن زياد حملة استكشافية إلى طرطوشة وبرشلونة وأربونة ووصلت إلى بلدة أبنيون على نهر الرادنة (الرون). وأرسلت حملة بقيادة السمح بن مالك الخولاني، فخرجت من برشلونة واتجهت إلى مدينة طلوشة وقتل قائدها ورجع الجيش إلى برشلونة. وخرجت حملة فوصلت إلى مدينة نيم ثم إلى مدينة ليون، ثم مدينة أوتان ووصلت سانس (Sens) على بعد 150 كيلومتر من باريس وهذه أبعد نقطة وصلها المسلمون في فرنسا. وقاد عبد الرحمن الغافقي حملة عبر فيها جبال البرانس واتجه إلى مدينة برديل وهزم جيش الفرنجة، ثم اتجه إلى بواتييه وهزم المسلمون في معركة بلاط الشهداء الشهيرة في رمضان سنة 114 هـ وقتل الغافقي. وأرسلت حملة إلى وادي الرون واستولت على مدينة أرلس (Arles) وسان ريمي دو بروفنسدد وأبنيون وواصلت مسيرتها إلى جبال الألب، غير أن الفرنجه استعادوا الكثير من هذه المدن. وفي القرن الثالث الهجري استطاع البحارة الأندلسيون فتح مدينة نيس واستوطنوا الشواطئ الفرنسية الجنوبية ونشأت دولة أندلسية في جنوب فرنسا ووصلت إلى سويسرا ولم تهزم هذه الدولة إلا بعد 82 عاماً، وفتح الأغالبة جزيرة كورسيكا في سنة 191 هـ-806 م وظلّوا فيها 142 عاماً. الأراضي التي فتحها المسلمون في فرنسا لم تدم طويلاً تحت سلطتهم بسبب قلة عددهم وهجوم الفرنجة المتواصل[بحاجة لمصدر].
وفي القرن السادس عشر الميلادي نفت إسبانيا الكاثوليكية الغالبية من الموريسك إلى جنوب فرنسا وقد بلغ عدد هؤلاء المسلمين الذين يبطنون إسلامهم أكثر من 150000 واندمجوا مع تعاقب الأجيال في المجتمع الفرنسي.
- ثم احتك الفرنسيون بالمسلمين في المشرق أثناء الحروب الصليبية التي استمرت مدة طويلة وأخذوا عنهم الكثير من معالم الحضارة.[13]

### المرحلة الثانية
أصل تواجد المسلمين في فرنسا حاليا ليس تَلقائيا بل يعود لأسباب تاريخية وسياسات استعمارية واقتصادية متعدّدة قامت بها فرنسا نفسها، وهذا ما يتناساه بعض الفرنسيين ذوي الميول العنصري، في النقاش الدائر اليوم حول مكانة الإسلام في فرنسا.

في بداية القرن العشرين بدأت فرنسا وأرباب الأعمال فيها باستقطاب اليد العاملة من المستعمرة الجزائرية بغية استدراك تأخرها الصناعي مقارنة بإنجلترا وثورتها الصناعية في القرن التاسع عشر. واستطاعت هذه السياسة أن تستجلب حوالي 30000 جزائريا معظمهم من البربر (القبائل). ولم يكونوا عرضة لعنصرية بادية لقلّة عددهم وقلّة اختلاطهم بالمجتمع الفرنسي الذي كان يسمّيهم («turcos» أي الأتراك) أو باعة الزّرابي. رغم ذلك تعتبر فرنسا قد فشلت في السياسة استجلاب اليد العاملة الجزئرية لعدم استعداد المسلمين نفسيا وثقافيا آن ذاك لترك بلدهم والهجرة إلى وسط غريب الدين والأخلاق والعادات.
وفي ذروة الحرب العالمية الأولى جنّدت فرنسا تجنيدا إجباريا عددا كبيرا من المسلمين من مستعمراتها الجزائر والمغرب وغرب أفريقيا، فمرسوم 14 سبتمبر سنة 1916 م شديد الوضح: «...القيام بالتشجيع على التشغيل الطوعي وإلا فالتجنيد الإجباري للجزائريين» وبلغ عدد المجنّدين المسلمين للحرب 175000 وقُتل 25000 من الجزائريين حسب الدراسات الدقيقة. وبعد نهاية الحرب العالمية الأولى أصدرت فرنسا قانونا، يعدّ استثناء من علمانيّتها، يمكّنها من بناء مسجد ومعهد إسلامي في عاصمتها لمكافأة المسلمين وعرفانا منها لتضحيتهم في الدّفاع عنها. وقد دشّنت هذه المؤسّسة الدينية في الدائرة الخامسة من باريس في حفل رسمي عالمي سنة 1926 م.
ولإعادة بناء ما دمّرته الحرب قرّرت فرنسا سنة 1920 المزيد من استجلاب العمّال فوصل عدد المهاجرين المسلمين إلى 70000 جزائريا ونحو عددهم من المغاربة.

وما بين عامي 1940 و1945 أرسلت الحكومة الفرنسية إلى كل من والي الجزائر العاصمة ووهران وقسنطينة «تأمرهم» بإرسال (10000) عاملا في كل شهر. لكن استحواذ الحلفاء على شمال أفريقيا علّق هذا الإرسال. وبعد الحرب العالمية الثانية تزايد عدد المسلمين ليبلغ أرقاما هائلة. فبغية إعادة التعمير وتطوير القطاع الصناعي نصّ مخطّط مونيه (Plan Monnet) استقدام (200000) من رعايا المستعمرات في مدّة لا تتجاوز الأربع سنوات. وفي سنة 1952 بلغ عدد المسلمين رقما غير مسبوق، فالمكتب الوطني للهجرة تحدّث رسميا عن 500000 مهاجرا، وقد شكّك بعض المختصّين في هذا الرقم بينما يجمعون كلّهم على أن في خمسينيات القرن العشرين أصبح المسلمون يشكلون في فرنسا جالية محدّدة المعالم وواقعا اجتماعيا وسياسيا بيّن التأثير.

### استقلال الجزائر
وسواء احتلت فرنسا بلادا إسلامية أم انسحبتْ عنها فقد صحب ذلك في كلتي الحالتين هجرة لأعداد ضخمة من المسلمين إلى أرضها. فأول الوافدين إليها عند استقلال الجزائر هم الحركة أو الحركيون «أصحاب الدَّيْن على فرنسا». والحركيون هم الجزائريون الذين أغرتهم السلطة الاستعمارية بالانخراط في «كتائب الإعانة» التابعة للجيش النظامي الفرنسي إبّان حرب الاستقلال. ولما تحتّم على فرنسا ترك الجزائر، وعشية إعلان استقلالها، جرّدت جميع الحركيين من السلاح وتخلت عنهم من غير أن تفاوض أحدا في مصيرهم، تاركة إياهم عرضة الإنقام الجماعي، فهم «الخونة» و«أعوان العدو» في نظر جيش التحرير الوطني الجزائري المنتصر. فقُتل بعضهم واختفى عن الأعين بعضهم الآخر وفرّت غالبيتهم إلى فرنسا في تعاسة وتمزّق شديدين. ولم تُمنح لأكثريتهم الجنسية الفرنسية إلا في أواخر الستينيات. وقد بلغ تعدادهم وذووهم في 31 جويلية 1985 زهاء 60000 نسمة. وهذا الإحصاء رسمي صادر من الحكومة الفرنسية في محاولة منها لتعويضهم عن بعض ما فقدوه بسببها. وأمام حرمانهم من الوطن الأصلي الجزائر، وعدم الترحيب بهم في فرنسا، لم يجدوا في غالبيتهم العظمى إلا الإسلام دارا وموطنا، ففي الثمانينيات خصوصا، أسسوا الجمعيات وفتحوا المساجد والمصليات والتفّ كثير منهم حول الشيخ عباس بن الشيخ الحسين عميد المعهد الإسلامي ومسجد باريس الذي بحكم شعبيته وماضيه الوطني، استطاع أن يقارب بين هؤلاء الحركيين وأعضاء الجالية الجزائرية بفرنسا.
بل استخدم الشيخ جاهه لدى السلُطات الجزائرية لإقناعهم ب«عفا الله عمّا سلف»، فسُمح بعد ذلك لأغلب الحركيين ولأبنائم بزيارة الجزائر أو تنظيم العودة إليها إن شاؤوا.

### تشجيع الهجرة
وحتى بعد استقلال الجزائر، استمرّت فرنسا، طبقا لتخطيطاتها الاقتصادية، في تشجع جلب اليد العاملة من مستعمراتها ومحمياتها القديمة. فقد كانت في ذروة «الثلاثين الذهبية» أي العقود الثلاثة (1945-1975) التي ازدهر فيها الاقتصاد الفرنسي ووصل إلى أعلى مستواه مستدركا ما خرّبته الحرب ومتفوقا على كثير من الدول الغربية. ومعظم العمال الوافدين أتوا من المغرب العربي، وكانوا عزّأبا غير متزوجين أو تركوا أزواجهم في بلادهم رجاء العود القريبة. إذ لم يكونوا في أول أمرهم يقصدون هجرة من غير رجعة. واستمرّت الهجرة في تزايد حتى «الصدمة البترولية» سنة 1973 إذ انكبح الاقتصاد وخفتت معه الهجرة ثم أوقفت رسميا سنة 1975.
وبعد شكاوى ومرافعات وأخذ ورد في البرلمان أقرّت فرنسا بحق جمع شمل العوائل وسمحت لأزواج العمال ولأبنائهم القدوم إلى أرضها.

## الإسلام في فرنسا اليوم
أصبح الإسلام منذ ستينيات القرن العشرين، الدين الثاني في فرنسا، ويُرتّب الإسلام حسب الأهمية مباشرة بعد الكاثوليكية، وقبل البروتستنتية واليهودية بكثير. وينتشر المسلمون في مدن فرنسا وفي ريفها على السواء.

### الديموغرافيا
أصل أغلب المسلمين من أبناء أو أحفاد الطبقة العاملة الوافدة من المغرب العربي ومن الجزائر بالأخص (35%)، ثم المغرب (25%)، فتونس (10%). ويوجد أيضا مسلمون منحدرون من إفريقيا، لاسيما من البلاد التي كانت قد استعمرتها فرنسا مثل مالي والسنغال والنيجر وساحل العاج، كما يوجد كذلك مسلمون من بلاد المشرق العربي مثل سوريا ومصر والعراق وفلسطين، إضافة إلى أعداد كثيرة من المسلمين الأتراك (360000 نسمة).
لا يسمح القانون الفرنسي مطلقا تعداد الناس وفق انتماءاتهم العرقية أو الدينية أو مذاهبهم الفلسفية، أو اتجاهاتهم السياسية. ولهذا لا تملك أي جهة من الجهات إحصاء دقيقا أو يعتدّ به رسميا. فما هذه الأرقام المقدَّمة أعلاه إلا إحصاءات احتمالية ينشرها اختصاصيون وملاحظون مطّلعون. ففي 2003، أعلن نيكولا ساركوزي، وقد كان وزيرا للداخلية آن ذاك، أن عدد المسلمين في فرنسا يتراوح ما بين 5 و6 ملايين نسمة. فأصبح هذا الرقم «شبه الرسمي» (5 ملايين) مُجمعا عليه وهو جاري الاستعمال إلى يومنا هذا. فيناهز المسلمون وفقا لهذا العدد نسبة 8%. أماعددالطلاب والأطر العليا كالمهندسين والأطباء والفنيين وحتى السياسيين فهو في تزايد مستمر ّوملحوظ. ويوجد اليوم في فرنسا حوالي 2100 مسجدا.

### تمثيل الإسلام في فرنسا
عدد الجمعيات والهيئات التي تمثل الإسلام في فرنسا كثير، وأبرزها:
- المعهد الإسلامي ومسجد باريس الكبير الذي دشن في 1926 والمساجد الإقليمية التابعة له، وقد اعتُبِرت هذه المؤسسة لعدة عقود الممثل الفعلي للإسلام في فرنسا، لكن بعد ضعف إشعاعها، منذ بداية التسعينيات، وظهور هيآت إسلامية أخرى تنافسها، أصبح المعهد الإسلامي ومسجد باريس يشخص الإسلام «المعتدل» الذي تمدّه بالرعاية نوعا ما الحكومة الجزائرية;
- اتحاد المنظمات الإسلامية في فرنسا وهو تنظيم يعتبر نفسه امتدادا ل«الإخوان المسلمون»، ويدير بعض المساجد والمدارس، والمخيمات الشبابية كما يقيم مؤتمرا سنويا وهو الملتقى السنوي لمسلمي فرنسا تُلقى فيه المحاضرات وتُعرض فيه الكتب المبيعات «الإسلامية»، ويدير الاتحاد معهدا إسلاميا -حسب رؤيتهم للإسلام- يحمل اسما محايدا فهو يُدعى رسميا المعهد الأوروبي للعلوم الإنسانية، وكثير من دروسه تعطى عن طريق المراسلة. ويسعى الاتحاد من خلال معهده تكوين الأئمّة ونشر الكتب الإسلامية باللغة الفرنسية.
- الفيدرالية الوطنية لمسلمي فرنسا وقد تأسست سنة 1985 برعاية رابطة العالم الإسلامي التي اعتمدت في إيجادها وتسييرها على فرنسيين معتنقين للإسلام من أمثال الشيخ يعقوب روتي ويوسف لوكليرك. ثم تغيّر مع مرور الزمن أعضاء مجلس إدارة الفيدرالية، فاستقلت عن الرابطة لتقترب من الحكومة المغربية، وتضم حاليا أكثر من 150 جمعية.
- جماعة الدعوة والتبليغ، وأصل مذهبهم من الهند، وهم دعاة متجولون زاهدون لا يخوضون في السياسة ولا يتدخلون في النقاش الاجتماعي. وينقسمون إلى جمعيتين أساسيتين، وقد تفرّغوا لإعادة أسلمة من «ابتعد عن الإسلام» ويرى الكثيرون في ذلك دعوة لاعتاق مذهبهم لا أكثر. ويمتلكون العديد من المساجد والمصليات في كبرى المدن الفرنسية خاصّة.
- وتوجد جمعيتان كبريان لتمثيل الأتراك، إحداهما تشرف عليها اسفارة التركية والأخرى معارضة.
- تكوّنت أخيرا جمعية «الفاياكا» لتلمّ المساجد والمصليات التابعة للأفارقة والقمريين والوافدين من جزر المحيط الهندي بصفة عامة.
- جمعية هامّة تمثل أتباع المذهب الإسماعيلي.

أمام هذا التشرذم وانعدام مندوب شرعي أو فعلي لتمثيل الإسلام في فرنسا، وفقدان مخاطب رسمي للسلطات الحكومية، المركزية منها أو الجهوية، في الأمور التنظيمية والاستشارية والبروتوكولية، كما هو حال باقي الأديان في فرنسا، بدا للعيان خللا ونقصانا في علاقة فرنسا بثاني أديانها. وهذا الخلل آت لاعتبارات رمزية وسياسية أكثر مما هي قانونية إذ ليس من شؤون الدولة العلمانية الاهتمام بقضايا دين ما أو التدخل للتنظيمه، ولكن لا يعقل أن يغيب الإسلام عن المحافل الرسمية وفي الوقت الذي كثُر الحديث في هذا الدين بين معارض ومساند ومتمسك بالمساواة.
ففي سنة 1989 م التي تُوفي فيها الشيخ عباس بن الشيخ الحسين أَسس بيار جوكس، وزير الداخلية حين ذاك، مجلسا استشاريا (CORIF) يضمّ خمسة عشر عضوا من بين مديري المساجد الكبرى وشخصيات إسلامية مرموقة.
لكنّ خليفته شارل باسكوا تخلّى عن هذا المجلس الاستشاري واعتمد كليا على المعهد الإسلامي ومسجد باريس، في تحقيق ما كانوا يسمّونه «إسلام فرنسا»، وهذا ما غيّره الوزير اللاحق جان لويس دوبري إذ فضل استدعاء عشرة من الشخصيات المتعدّدة المشارب، وبعد وصول اليسار إلى الحكم شرع الوزير جان بيار شوفانمون في القيام باستشارة واسعة اسفرت في عهد الوزير نيكولا ساركوزي، وبدفع منه، على تأسيس هيكل «رسمي» وهو ما يعرف اليوم بالمجلس الفرنسي للديانة الإسلامية (CFCM).

## الوضع الثقافي والاجتماعي
في ما يتعلّق بالتعليم الإسلامي لأبناء المسلمين فلا يوجد منهاج علمي مطابق لمتطلبات المجتمع الفرنسي وملابساته وإنما وكل ما هناك جهود يبذلها أفراد أو جمعيات كلٌ حسب مستواه ووفق رؤيته للإسلام لا أكثر. وتوجد الكثير من المدارس الابتدائية والكتاتيب الملحقة بالمساجد إلا أنها لا تمنح للفائزين فيها شهادات معترف بها رسميا. وفتحت مؤخرا بعض الثانويات الإسلامية بكبرى المدن بفرنسا. كما فتحت معاهد للدراسات العليا كالمعهد الأوروبية للدراسات الإنسانية والتي تأسست عام 1992 م ويضم قسم أصول الدين وقسم الشريعة الإسلامية. وتحتوي على 12 غرفة ومكتبة، وقاعتين للمطالعة وتسع قاعات للفصول، ومعهد الغزالي لتكوين الأئمة التابع لمسجد باريس.

### البطالة
في أكتوبر 2020، كان معدل البطالة بين المسلمين أعلى بكثير حيث بلغ 14% من السكان عمومًا (8%).

### ترجمة معاني القرآن
يمكن تعداد المائات من التراجم لمعاني القرآن للسان الفرنسي
صدرت ترجمة قديمة قام بها قنصل فرنسا في مصر في سنة (1057 هـ - 1647 م)، كماظهرت ترجمة (اندروددواير)، ثم ترجمة (فارى) لمعاني القرآن في سنة (1187 هـ - 1773 م) ثم ترجمة (كازميرسكى) في سنة (1256 هـ - 1846 م) وهناك تراجم حديثة لمعاني القرآن منها ترجمة عميد مسجد باريس الأسبق الشيخ حمزة أبوبكر والمستشرقة دنيس ماسون العالم الهندي محمّد حميد الله وآخرون.

### الكتّاب والمحاضرون
أشهرالكتّاب والمحاضرين أو الناشطين عموما في الحقل الإسلامي الفرنسي هم على مختلف مشاربهم كما يلي:
- طارق رمضان، سويسري الجنسية وهو ابن سعيد رمضان وحفيد حسن البنا من أمّه، مجادل ماهر، يؤيده أغلب مسلمي فرنسا.
- صهيب بن الشيخ، وهو ابن الشيخ عباس بن الشيخ الحسين العميد الأسبق للمعهد الإسلامي ومسجد باريس، وهو مزدوج التكوين، ذو ثقافة عربية إسلامية وتعمّق في تاريخ أوروبا وفلسفاتها. اجتهاداته التحرّرية تثير عليه الكثير من المسلمين، بينما يحظى بدعم القائلين بالتجديد.
- أحمد جاب الله، تونسي المولد والمنشأ، عضو فعّال في اتحاد المنظمات الإسلامية في فرنسا، متمكن من علوم الدين، محاضر باللغتين.
- مالك شبال، كاتب ومحلل نفساني، جزائري الأصول، مسهب في التأليف حول الإسلام، فيفوق عدد كتبه المائة بكثير، وله حضور شبه مستمر في الإعلام الفرنسي.
- رشيد بن زين باحث ومؤلّف ذو جذور مغربية
- عبد النور بيدار، معتنق للإسلام ومفكر مستنير
- غالب بن الشيخ وهو أخو صهيب بن الشيخ، دكتور في علم الفزياء بليغ وخطيب مفوّه باللسان الفرنسي، يحاضر في العديد من المواضيع، ويساهم بفعالية في حوار الأديان. ويقوم بتنشيط الحصة المتلفزة المكرّسة للإسلام في صباح كل أحد، المبثوثة على القناة الثانية الفرنسية

## التحديات

### التحديات الداخلية
1. الزواج المختلط. وهو متفشي خصوصا في الشبان عكس الأجيال الأولى من المهاجرين.
2. الخلافات بين الجمعيات والجماعات المسلمة.
3. الجهل عند الشباب بوسطية الإسلام وقيمه السمحة مما يدفعهم إلى الذوبان أوإلى التعصّب.
4. تعليم أطفال المسلمين على أسس متينة.
5. المقابر الإسلامية الموجودة غير كافية.

### التحديات الخارجية
1. التصوير الإعلامي السلبي للإسلام والمسلمين.

1. عداوة اليمين المتطرف للعرب والمسلمين خصوصا الجبهة الوطنية.
2. هناك مجلس الساعة وهو يميني متطرف. ويؤمن بالهوية الوطنية وهو معاد للوجود الإسلامي في فرنسا
3. منع الطالبات المسلمات من ارتداء الحجاب في المدارس
4. اقامة اشد العقوبات على المهاجرين غير الشرعيين المسلمين الذين يتوجهون إلى فرنسا
5. صعوبة اقامة الشعائر الإسلامية في فرنسا
6. بسبب الحركات الارهابية المدّعية للإسلام في فرنسا وفي العالم يخلط الرأي العام الفرنسي المسلمين بتهمة الإرهاب

وظهرت هذه التحديات خوفا من اعتناق أغلبية الفرنسيين للإسلام مما يؤدي إلى تغير أنظمة وقوانين وحتى الدستور الفرنسي وأيضا للمحافظة على ضعف التدين في فرنسا الذي يعطي الحرية المفرطة للفرنسيين في الامور الاجتماعية والسياسية وغيرها. ووفقا لبيان رئيس «المرصد الوطني ضد معاداة الإسلام» عبد الله زكري، فأن البلاد شهدت عام 2020 ما يصل 235 اعتداء على المسلمين، مقابل 154 عام 2019، بما يمثل زيادة بنسبة 53%. كما لفت إلى أن الاعتداءات على المساجد زادت 35%، مقارنة بما حدث عام 2019، وأكد أن المسلمين يشعرون بالقلق من النظرة السلبية للفرنسيين تجاه الإسلام.

## المتطلبات
1. تشيد المدارس الإسلامية النظامية.
2. إقامة المقابر الإسلامية في المدن الكبرى.
3. حل مشكلة الطعام الحلال في مناطق التجمع الإسلامي.
4. نشر الثقافة الإسلامية وتنمية الوعي الديني
5. المحافظة على الهوية الإسلامية.
6. حل الخلافات بين الهيئات الإسلامية.
7. مقاومة النعرة العنصرية بين الطوائف المسلمة.
8. مقاومة العناصرالتي تدعي الإسلام والجمعيات المزيفة.
9. تكثيف نشاط الدعوة بين الشباب وإقامة المخيمات وعقد الندوات.
10. توفير الدعم المالي لصيانة المراكز الإسلامية والمساجد الموجودة حاليا، وبناء مراكز إسلامية جديدة.

## وصلات خارجية
- افتتاح مسجد جديد في باريس يسع ألفي مصل يوم الأربعاء، مصراوي، 3 ديسمبر 2008 م.